# 성원고등학교
성원고등학교(聖原高等學校)는 대한민국 전북특별자치도 남원시 왕정동에 있는 사립 고등학교이다.

## 학교 연혁
- 1974년 6월 7일 : 성원학원 설립 인가
- 1974년 11월 21일 : 초대 양승권 이사장 취임
- 1975년 1월 31일 : 초대 이현중 교장 취임
- 1975년 3월 10일 : 개교 및 입학식 거행
- 1978년 1월 9일 : 제1회 졸업식 (160명)
- 1991년 11월 18일 : 제2대 양승귀 이사장 취임
- 2011년 7월 27일 : 제3대 양창석 이사장 취임
- 2023년 3월 1일 : 제11대 김진곤 교장 취임
- 2024년 2월 8일 : 제47회 졸업식(96명) 총 10,528명

## 참고 자료
- 성원고등학교 - 한국교육학술정보원 학교알리미